# Faragó Laura
Faragó Laura (Pécel,  1949. augusztus 9. –) Kossuth- és Magyar Örökség díjas magyar énekművész, népdalénekes

## Élete
Tizenegy gyermeket nevelő hívő református család hatodik gyermekeként született 1949-ben. Székely eredetű ősnemes családja többek között a szentkatolnai előnevet viselte. Bethlen Gábor legendás alvezérének Faragó Andrásnak a leszármazottja. Ősei évszázadokkal ezelőtt az erdélyi Szolnok-Doboka vármegyéből települtek az Alföldre, ahol a kuriális, kisnemesi életforma keretei között éltek. Édesapja a születése idején már téglagyári munkásként dolgozott osztályidegen származása miatt, de egy évvel korábban még Szada település főjegyzője volt. Édesanyja református lelkészcsaládból származott.
Fiatalon Pécelen nevelkedett, ahol családtagjai közül többen is szerepet játszottak a városi közéletben. Cinkotára járt gimnáziumba, majd később Szegeden tanult: tanulmányait az érettségi után a Szegedi Tanárképző Főiskolán folytatta, ahol többek között Kardos Pál és Gábor Éva voltak a tanárai, és ahol 1971-ben szerzett diplomát.
Országos ismertségre 1970-ben tett szert, amikor első helyezést ért el a Röpülj, páva! című televíziós vetélkedőn. A következő évben (más forrás szerint még ugyanebben az évben) sikert aratott az angliai Middlesboroughban rendezett nemzetközi népdalversenyen is, ahol ugyancsak az első helyezést szerezte meg, 38 ország 42 versenyzője közül. Később zsűritagként is tevékenykedett, a Ki mit tud?című televíziós vetélkedőben.
A Röpülj, páva! népdalversenynek köszönhetően került, tanári diplomája megszerzését követően a berlini Hans Eisler Zeneakadémiára, ahol a dal- oratóriuménekes szakon tanult tovább; mestere Dagmar Freiwald-Lange professzor volt. Egy ideig a Magyar Tudományos Akadémia Zenetudományi Intézetében dolgozott Vargyas Lajos munkatársaként, később sokat foglalkozott népdalgyűjtéssel is, elsősorban az 1940-es években Baranyába menekült moldvai csángók körében, Domokos Pál Péter irányítása mellett. E kutatásaiból CD-melléklettel ellátott könyvet is megjelentetett a 85. ünnepi könyvhét alkalmából, Szép illatja száll a víg szívemre címmel; ugyanezen munka elismeréseként 2014. június 21-én Magyar Örökség díjban is részesült.
Mindig vonzotta a dalirodalom, egy 2014-es interjújában úgy fogalmazott, hogy számára a népdaléneklés mindig a klasszikus daléneklést jelentette. Ugyanitt nyilatkozta azt is, hogy az autentikus népdalénekesektől csupán a népzenei stílusokat igyekezett ellesni, az eredeti paraszti éneklés különösebben nem csábította, hangtechnikailag sem.
Tevékenykedik rádiós zenei szerkesztőként is: 2005-től a Magyar Katolikus Rádió Zene és Poézis című műsorának szerkesztője lett. Dolgozott a Bartók Rádióban is, ahol két éven át készített interjúkat különböző magyar költőkkel (köztük Csoóri Sándorral, Kányádi Sándorral, Lázár Ervinnel vagy Nagy Gáspárral), Szülőföldem – zengő anyanyelvem címmel, e műsor anyagából később ugyancsak megjelentetett egy könyvet és hanghordozót is.

## Művei
- Ünnepeink; Vincze, Szentendre, 1999
- Szülőföldem – zengő anyanyelvem. Harminchat beszélgetés írókkal; Masszi, Bp., 2003 + CD
- Szép illatja száll a víg szívemre. A Baranyában élő moldvai magyarok hit- és dallamvilágáról; Fokusz Egyesület–Magyar Napló, Bp., 2014 + CD

## Díjai
- A Magyar Rádió Nívódíja (1976)
- Béres Ferenc díj
- Kodály Diploma
- A Magyar Köztársasági Érdemrend kiskeresztje (1994)
- A Magyar Kultúra Lovagja (2004)
- Magyar Örökség díj (2014)
- A Magyar Érdemrend tisztikeresztje (2015)[3]
- Kossuth-díj (2018)